# Flytkraft

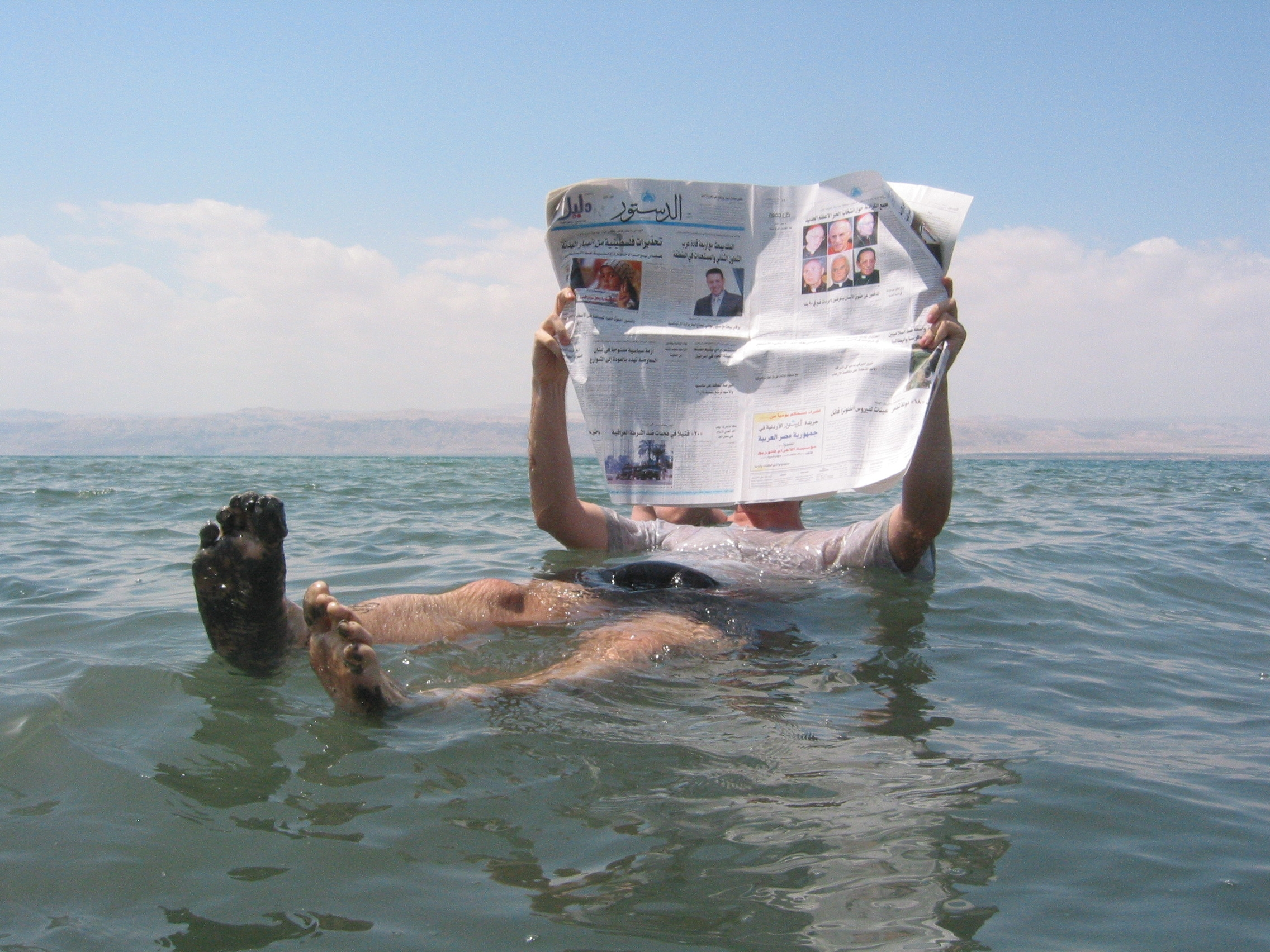
I Döda havet är flytkraften hög.

Principen bakom flytkraft.

Flytkraft är en kropps förmåga att kunna bära sig själv i vätska. Det är ett vanligt uttryck vid skeppsbyggande. Förhållandet, känt som Arkimedes princip, innebär att en kropp som sänks ned i en vätska påverkas av en lyftkraft som är lika stor som den undanträngda vätskans tyngd.
Detta har till följd att om ett föremål tränger undan vatten som väger mer än föremålets egen massa, kommer det att flyta. Om ett föremål tränger undan vatten som väger mindre än föremålets massa, kommer det att sjunka. Om ett föremål tränger undan vatten som väger lika mycket som föremålets massa, kommer det att sväva.
Eftersom trycket ökar med djupet ökar också vattnets densitet något och därmed flytkraften.
Ett föremål som flyter har positiv flytkraft. Ett föremål som sjunker har negativ flytkraft, och svävar det i vattnet har det neutral flytkraft.
Sambandet gäller för alla medier, kroppar och tyngdaccelerationer. Det förklarar således inte bara varför båtar flyter utan också varför ballonger flyger.

## Flytförmåga
Flytförmåga bestäms av en kropps densitet i jämförelse till vätskans densitet. Ett föremål som har lägre densitet än vätskan flyter. Ett föremål med lägre densitet än luft svävar (jämför Arkimedes princip).

## Dykning
Flytkraften blir särskilt tydligt vid dykning. När dykaren är uppe vid ytan är det bra för honom/henne att ha positiv flytkraft, så att han/hon flyter bekvämt utan att få kallsupar av vågorna eller göra sig av med energi i onödan. 
När man befinner sig under vattnet är det ofta bäst om flytkraften är neutral, så att man kan sväva ovanför botten och ha kontroll över sina rörelser utan att förstöra det känsliga undervattenslivet. Att ha rätt avvägning är en förutsättning för bra dykning. Som dykare ställer man in avvägningen med ett viktsystem och med sin dykväst (BCD), och finjusterar flytkraften med andningen för att höja sig eller sänka sig i vattnet.